# 9 Gwardyjski Korpus Zmechanizowany
9 Gwardyjski Korpus Zmechanizowany (ros. 9-й гвардейский механизированный корпус) – związek operacyjno-taktyczny Armii Czerwonej z okresu II wojny światowej.
9 Gwardyjski Korpus Zmechanizowany (9 GKZmech.) utworzony został rozkazem z 12 września 1944 przez przemianowanie 5 Korpusu Zmechanizowanego. 
Jego jedynym dowódcą gen. mjr Michaił Wołkow. Szlak bojowy 9 GKZmech. w walce przeciw wojskom III Rzeszy i jej satelitom prowadził z rejonu Kisújszállás na Węgrzech m.in. przez Wiedeń, Brno i Svitavy, a zakończył się w rejonie  Shenyang w Chinach w walce przeciw armii japońskiej.

## Dowództwo korpusu
Dowódcy:
- gen. mjr Michaił Wołkow (12.09.1944 - 20.06.1945)[1].

Szefowie sztabu:
- płk Stepan Szutow (00.09.1944 - 00.09.1944),
- gen. mjr Matwiej Jermaczek (09.01.1945 - 24.12.1945)[1].

## Struktura organizacyjna
- 30 Gwardyjska Brygada Zmechanizowana,
- 31 Gwardyjska Brygada Zmechanizowana,
- 45 Brygada Zmechanizowana
- 46 Gwardyjska Brygada Pancerna[1].